# Християнський Голос
«Християнський Голос» — католицький релігійно-суспільний тижневик.
Виходить із січня 1949 у Мюнхені, з 1959 - півофіціоз (релігійний тижневик) Апостольського екзархату для українців-католиків східного обряду в Німеччині [Архівовано 24 липня 2020 у Wayback Machine.]. Епіграфом були слова папи Пія Х "Якщо б я знав, що вам забракне грошей на католицьку пресу, я був би готовий продати перстень Рибалки св. Петра, щоб придбати для неї фонди". 
Редакцію спочатку очолював П. Ісаїв, 1949—54 — Р. Данилевич, 1954—65 — М. Коновалець, з 1965 — І. Волянський. «Християнський Голос» мав місячний додаток Українського Християнського Руху (1957—58, ред. М. Заяць), з 1970 має сторінку Українського Вільного Університету. 
Визначніші співробітники: о. А. Великий, І. Гвать, о. Р. Головацький, Г. і О. Горбач, О. Зеленецький, Б. Кузь, о. І. Назарко, З. Пеленський, С. Шах, П. Дорожинський.